# 제이미 린 시글러
제이미린 시글러(Jamie-Lynn Sigler, 1981년 5월 15일 ~ )는 미국의 배우, 가수이다.

## 출연 작품

### 영화
- 러브렉트 (2005)
- 다크 라이드 (2006)
- Homie Spumoni (2006)
- New York City Serenade (2007)
- Beneath the Dark (2010)
- Son of Morning (2011)
- 주토피아 (2012, Jewtopia)
- I Do (2012)
- 디보스 인비테이션 (2012, Divorce Invitation)
- Anatomy of the Tide (2013)
- The Snowy Day (2016) - 단편 애니메이션
- 연방 보안관: 제임스 맥코드 (2017, Justice)
- 알 카포네: 스카페이스의 전설 (2017, Gangster Land)

### 텔레비전
- 소프라노스 (1999-2007)
- 지미 키멀 라이브! (2004-09) - 초대 손님
- 아내가 사라졌다 (2007, The Gathering)
- 안투라지 (2008-09)
- 어글리 베티 (2009)
- 울랄라 대디 (2012-13)
- 빅 스카이 (2021-23)